# Harvard Business School
Harvard Business School (HBS), grundad 1908, är Harvard Universitys företagsekonomiska fakultet. Campuset ligger i Allston i västra Boston. Harvard Business School är känt för sitt MBA-program. Fakulteten är världsledande i forskning inom management. George S. Kaplan som utformade det balanserade styrkortet och Michael Porter som formulerade de fem krafterna som styr konkurrensen är båda verksamma vid HBS. Fakulteten ger ut Harvard Business Review. Skolan är också känd för att ha utvecklat den pedagogiska inriktningen casemetodik.